# Jammu (district)
Jammu is een district van het Indiase unieterritorium Jammu en Kasjmir. Het district telt 1.529.958 inwoners (2011) en heeft een oppervlakte van 2342 km².
Jammu ligt aan de internationale grens met Pakistan. De hoofdstad van het district is het gelijknamige Jammu, dat tevens als winterhoofdstad van Jammu en Kasjmir fungeert.

## Bestuurlijke indeling
Het district Jammu is onderverdeeld in vier tehsils.
| Tehsil            | Inwoners (2011) |
| ----------------- | --------------- |
| Akhnoor           | 250.466         |
| Bishnah           | 111.438         |
| Jammu             | 970.335         |
| Ranbir Singh Pora | 197.739         |

Divisie Jammu:
Doda · Jammu · Kathua · Kishtwar · Poonch · Rajouri · Ramban · Reasi · Samba · Udhampur
Divisie Kasjmir:
Anantnag · Badgam · Bandipora · Baramulla · Ganderbal · Kulgam · Kupwara · Pulwama · Shopian · Srinagar